# Piacenza d’Adige
Piacenza d’Adige (velenceiül Piacensa d'Àdexe) település Olaszországban, Veneto régióban, Padova megyében. Lakosainak száma 1229 fő (2023. január 1.). Piacenza d’Adige Badia Polesine, Lendinara, Megliadino San Vitale, Merlara, Sant’Urbano, Borgo Veneto, Vighizzolo d’Este, Ponso, Casale di Scodosia és Masi községekkel határos.

## Népesség
A település lakossága az elmúlt években az alábbi módon változott:
| Lakosok száma | 1303 | 1293 | 1229 |
|               | 2017 | 2018 | 2023 |